# Journal of Zoology
El Journal of Zoology és una revista científica sobre zoologia de periodicitat mensual. És publicat per la Societat Zoològica de Londres. Sortí originalment el 1830 amb el títol Proceedings of the Zoological Society of London i entre el 1985 i el 1984 fou publicat com a Journal of Zoology: Proceedings of the Zoological Society of London, abans de prendre el seu nom actual. L'equip editorial també publica un podcast que versa sobre els articles més importants de cada número.
El 2009, la Divisió Biomèdica i de Ciències de la Vida de la Special Libraries Association inclogué el Journal of Zoology en la llista de les 100 revistes més influents dels àmbits de la biologia i la medicina. Així mateix, fou reconeguda com una de les 10 revistes científiques més influents.

## Contingut
El Journal of Zoology publica articles de zoologia o amb un enfocament interdisciplinari que presenten els resultats de nous estudis. S'hi inclouen articles de subdisciplines de la zoologia, com ara l'anatomia, la psicologia comparativa, l'ecologia, la fisiologia, la genètica, la biologia del desenvolupament i l a filogenètica.
L'objectiu autoproclamat de la revista és tractar totes aquestes subdisciplines amb un enfocament transdisciplinari.